# Atelier Ludwigsburg-Paris
Das Atelier Ludwigsburg-Paris ist eine einjährige Postgraduiertenausbildung mit den Schwerpunkten Produktion, Finanzierung, Vertrieb und Stoffentwicklung. Das Atelier besteht seit September 2001.

## Organisation

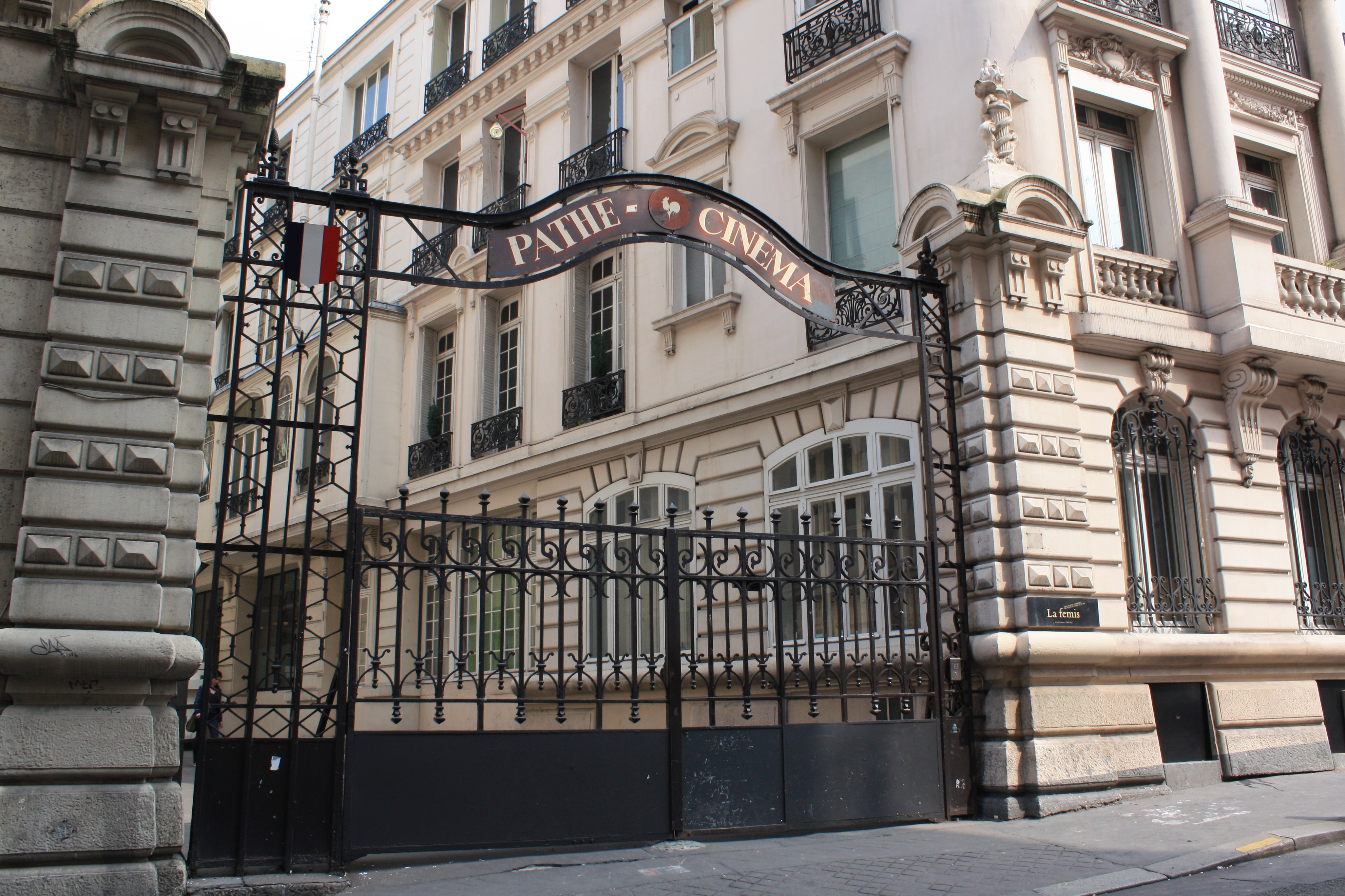
La Fémis

Das Atelier Ludwigsburg-Paris entstand unter der Schirmherrschaft der Deutsch-französischen Filmakademie. Das Programm wird von Roman Paul und Gerhard Meixner auf deutscher sowie Pierre-Yves Jourdain auf französischer Seite geleitet. Die Ausbildung wird gemeinsam von den Filmhochschulen Filmakademie Baden-Württemberg in Ludwigsburg und La Fémis Paris in Kooperation mit der National Film and Television School London durchgeführt.
Jedes Jahr werden 18 Teilnehmer hauptsächlich aus Europa, aber auch weltweit, für das Programm ausgewählt. Zum Programm gehören Begegnungen mit Fachleuten aus der Branche sowie Exkursionen zu wichtigen Filmfestivals, insbesondere nach Cannes und zur Berlinale. Die Absolventen des Atelier Ludwigsburg-Paris sind in der Vereinigung Atelier Network organisiert.
Jeder Jahrgang produziert eine Kurzfilmreihe in Koproduktion mit den Fernsehsendern ARTE und SWR, der Filmakademie Baden-Württemberg und La Fémis. Die Filme werden auf Festivals präsentiert und auf ARTE ausgestrahlt.